# Balazuc

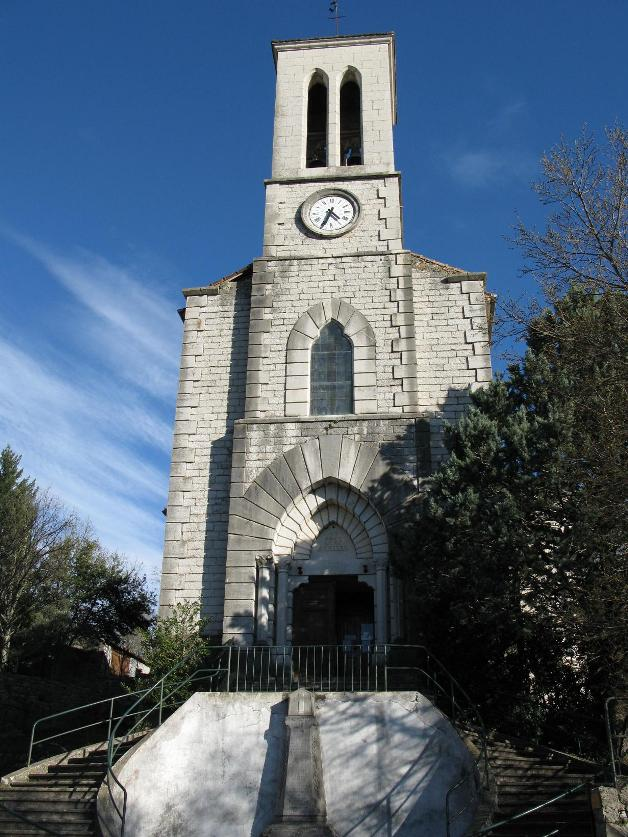
Kościół z XIX wieku (2008)

Balazuc – miejscowość i gmina we Francji, w regionie Owernia-Rodan-Alpy, w departamencie Ardèche.
Według danych na rok 1990 gminę zamieszkiwało 277 osób, a gęstość zaludnienia wynosiła 15 osób/km² (wśród 2880 gmin regionu Rodan-Alpy Balazuc plasuje się na 1352. miejscu pod względem liczby ludności, natomiast pod względem powierzchni na miejscu 568.).